# DansGuardian

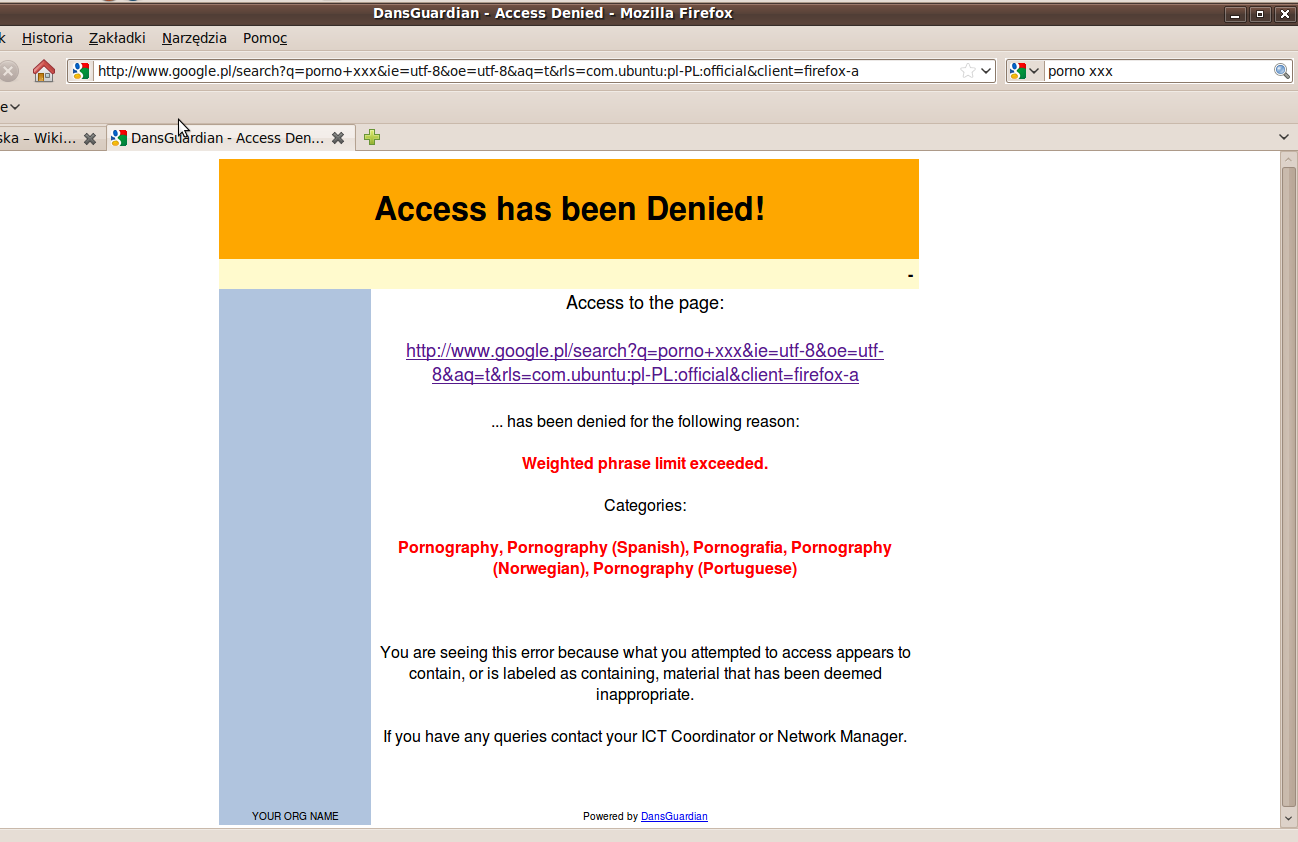
DansGuardian - STOP pornography

DansGuardian est un logiciel de filtrage et de contrôle parental distribué sous la licence GPL et écrit en C++. Il s'exécute sous Linux et Unix, en conjonction avec un serveur proxy tel que Squid, privoxy ou Tinyproxy. DansGuardian ne fonctionne qu'en ligne de commande. Aux États-Unis, il satisfait aux critères édictés par la loi pour la protection des enfants sur Internet (Children's Internet Protection Act (en)).
DansGuardian utilise plusieurs méthodes paramétrables pour déterminer si une page web doit être bloquée. Parmi elles, un système de pondération détecte des mots interdits dans une page, et lui assigne un score en fonction de la gravité et du nombre de mots détectés. DansGuardian bloque alors les pages dont le score dépasse un certain seuil. DansGuardian peut également se fier à des listes noires d'URL telles que celle proposée par le site URLBlacklist.com, ou au code PICS d'une page web lorsqu'il est renseigné.
DansGuardian est un des rares systèmes de contrôle de contenu populaires à disposer d'un code source ouvert. Des variantes closed-source de DansGuardian existent toutefois : SmoothGuardian et CorporateGuardian.
Depuis 2012 DansGuadian n'est malheureusement plus soutenu, mais heureusement, son code source libre a permis a un fork nommé e2guardian de voir le jour en 2013.